# Sydlig grävlingmossa
Sydlig grävlingmossa (Pogonatum aloides) är en bladmossart som beskrevs av Palisot de Beauvois 1805. Enligt Catalogue of Life ingår Sydlig grävlingmossa i släktet grävlingmossor och familjen Polytrichaceae, men enligt Dyntaxa är tillhörigheten istället släktet grävlingmossor och familjen Polytrichaceae. Arten är reproducerande i Sverige. Inga underarter finns listade i Catalogue of Life.

## Bildgalleri

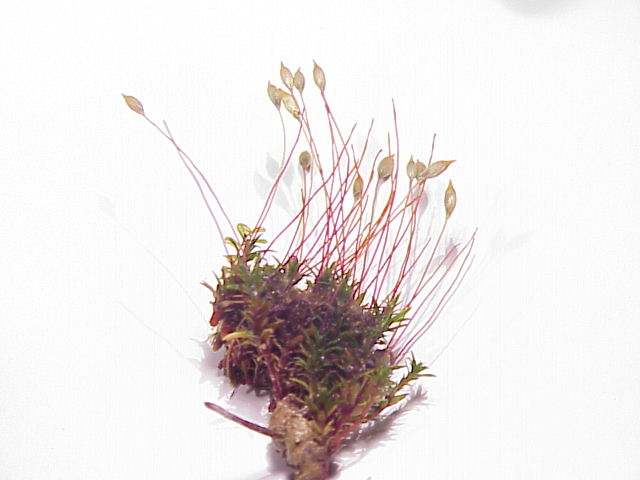
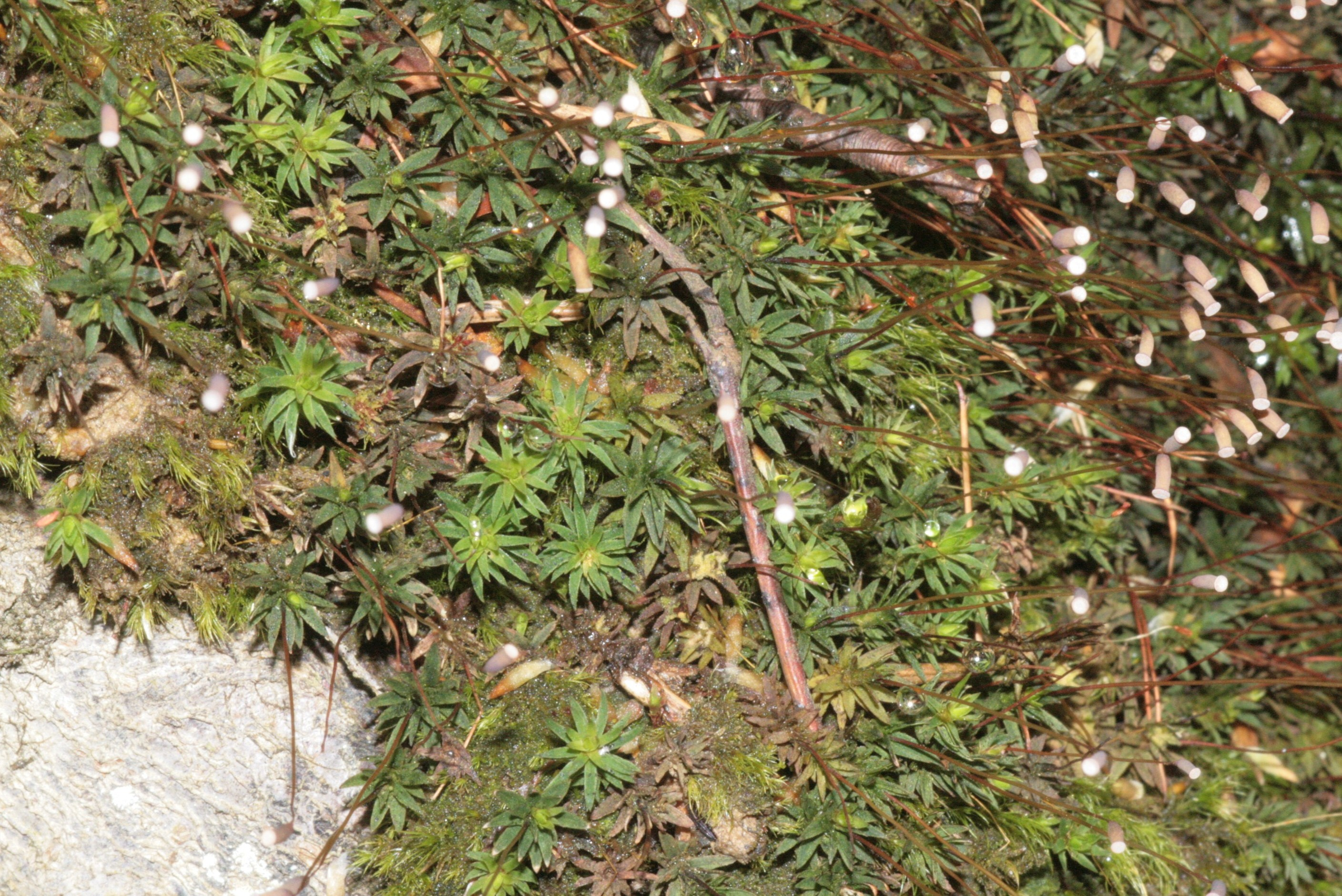
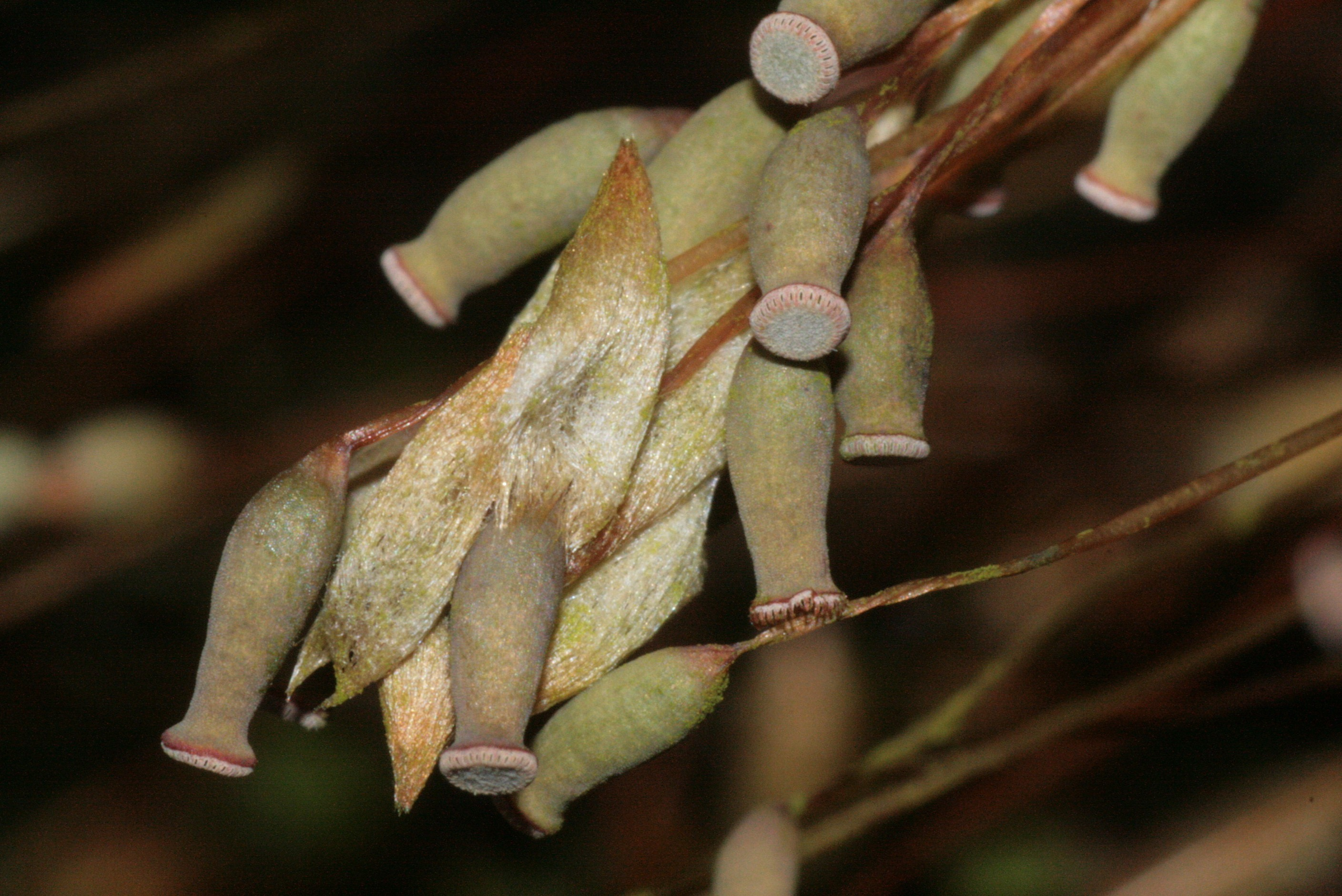
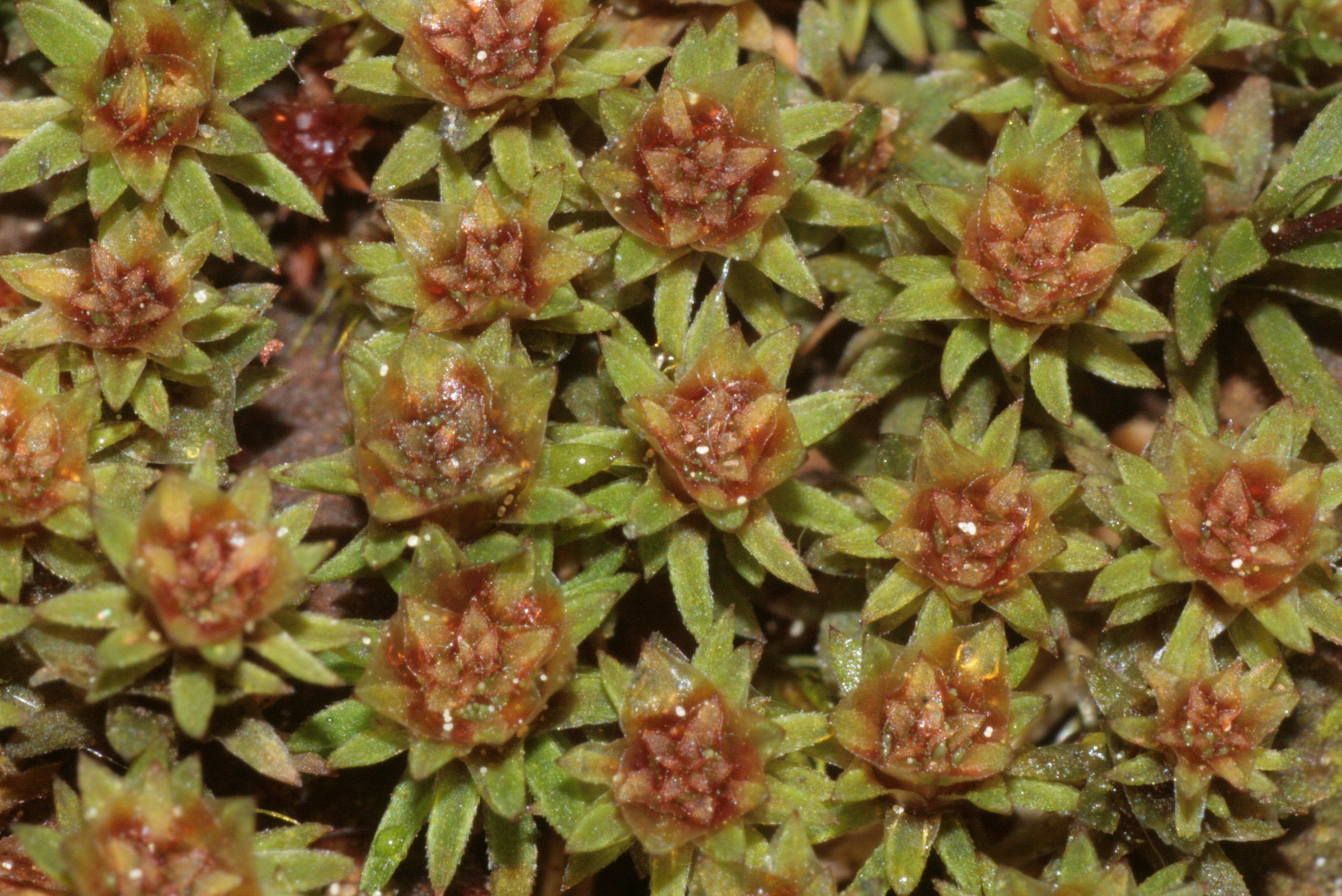
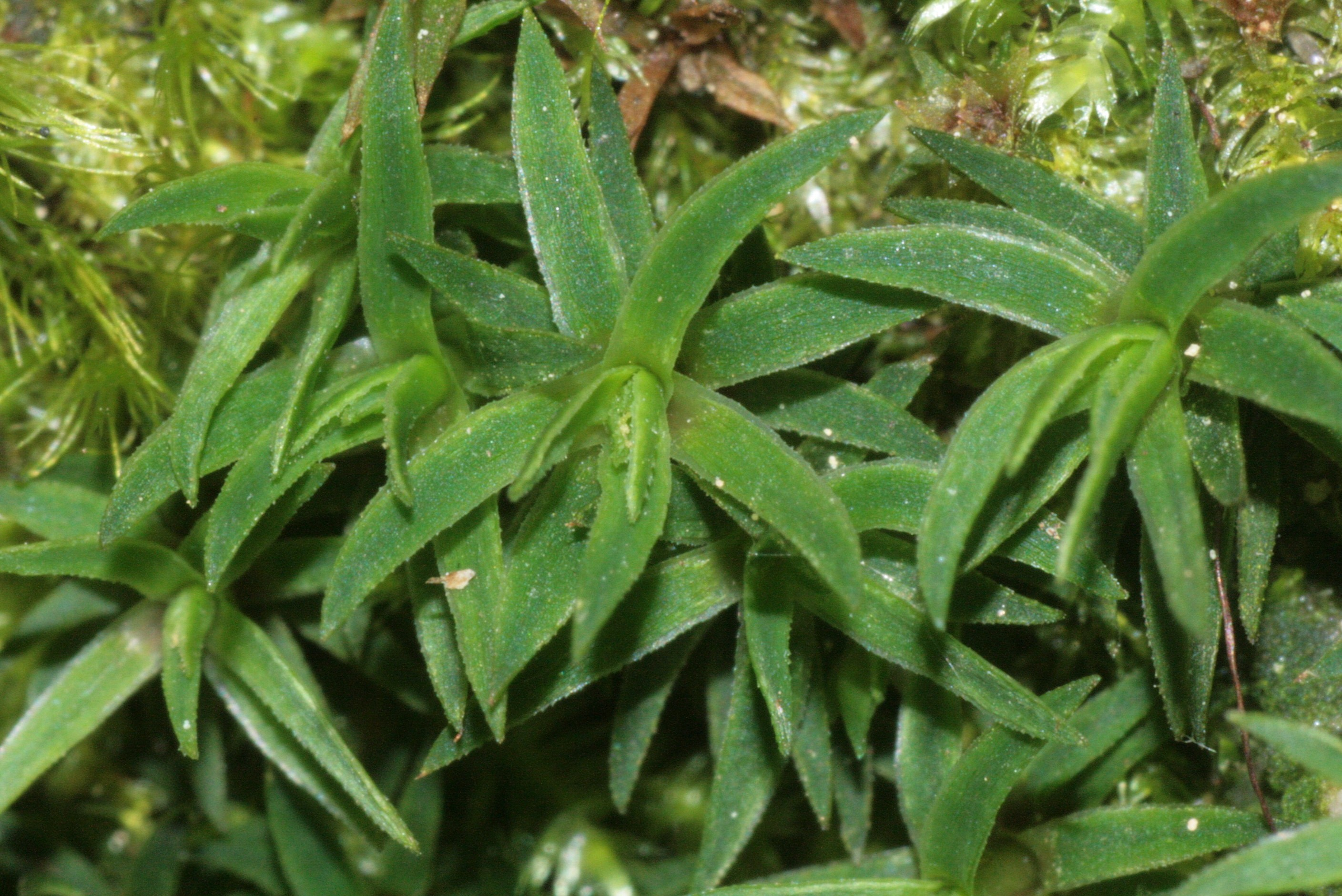